# Chijolar Grande
Chijolar Grande är en ort i Mexiko.   Den ligger i kommunen Tantoyuca och delstaten Veracruz, i den sydöstra delen av landet, 240 km norr om huvudstaden Mexico City. Chijolar Grande ligger 166 meter över havet och antalet invånare är 309.
Terrängen runt Chijolar Grande är platt. Runt Chijolar Grande är det ganska tätbefolkat, med 72 invånare per kvadratkilometer. Närmaste större samhälle är Tantoyuca, 6,2 km sydväst om Chijolar Grande. Trakten runt Chijolar Grande består till största delen av jordbruksmark.